# Seznam osebnih imen na G
Seznam osebnih imen, ki se pričnejo s črko G.

## Seznam

### Ga
- Gaber
- Gabi
- Gabriel
- Gabriela
- Gabrijel
- Gabrijela
- Gaia
- Gaj
- Gaja
- Gal
- Gala
- Galen
- Galib
- Galja
- Garvin
- Gašper
- Gavdencij

### Ge
- Gea
- Genovefa
- Georg
- George
- Georgij
- Gera
- Gerlinda
- Gertruda
- Geza

### Gi
- Gil
- Gina
- Gino
- Gita
- Giulia
- Gizela
- Gizella

### Gl
- Glen
- Gloria
- Glorija

### Go
- Goja
- Gojka
- Gojko
- Gojmir
- Goran
- Gorana
- Goranka
- Gorazd
- Gordan
- Gordana
- Gordon

### Gr
- Grace
- Gracija
- Gracijan
- Gracijela
- Grega
- Gregor
- Greta
- Greti
- Gretica
- Grozda
- Grozdan
- Grozdana

### Gu
- Guadalupe
- Guido
- Guidolin
- Gustav
- Gustelj
- Gusti
- Gusi

### Gv
- Gvido